# Barrière des Deux-Moulins
La barrière des Deux-Moulins était une barrière d'octroi de l'enceinte des Fermiers généraux. On la confond souvent avec la barrière d'Ivry qui se trouvait à la limite sud de l'actuelle place Pinel.

## Situation
À l'origine, elle se trouvait sur le boulevard de l'Hôpital, en face de la rue du Marché-aux-Chevaux (actuelle rue Duméril) et au bout de la rue des Deux-Moulins-Saint-Marcel (actuelle rue Jenner) du village des Deux-Moulins, renommé en 1806 « village d'Austerlitz,, ».

Situation de la barrière des Deux-Moulins
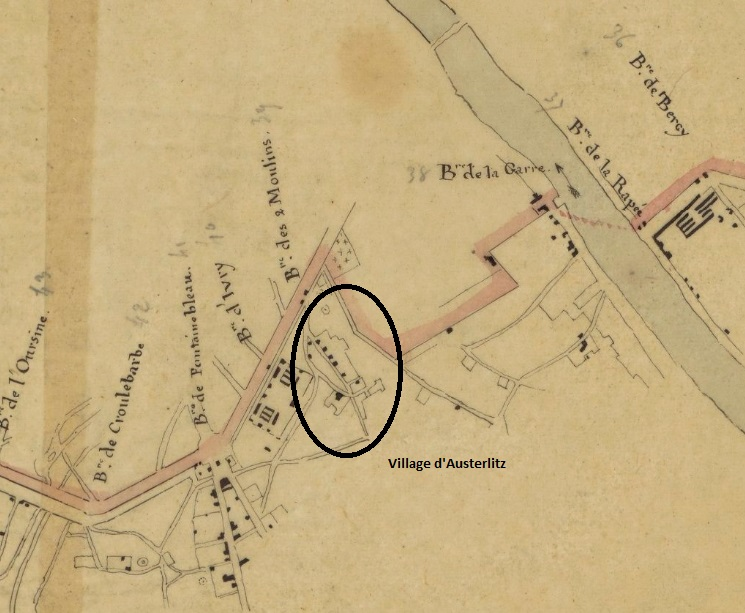
Village d'Austerlitz et mur des Fermiers généraux vers 1800.
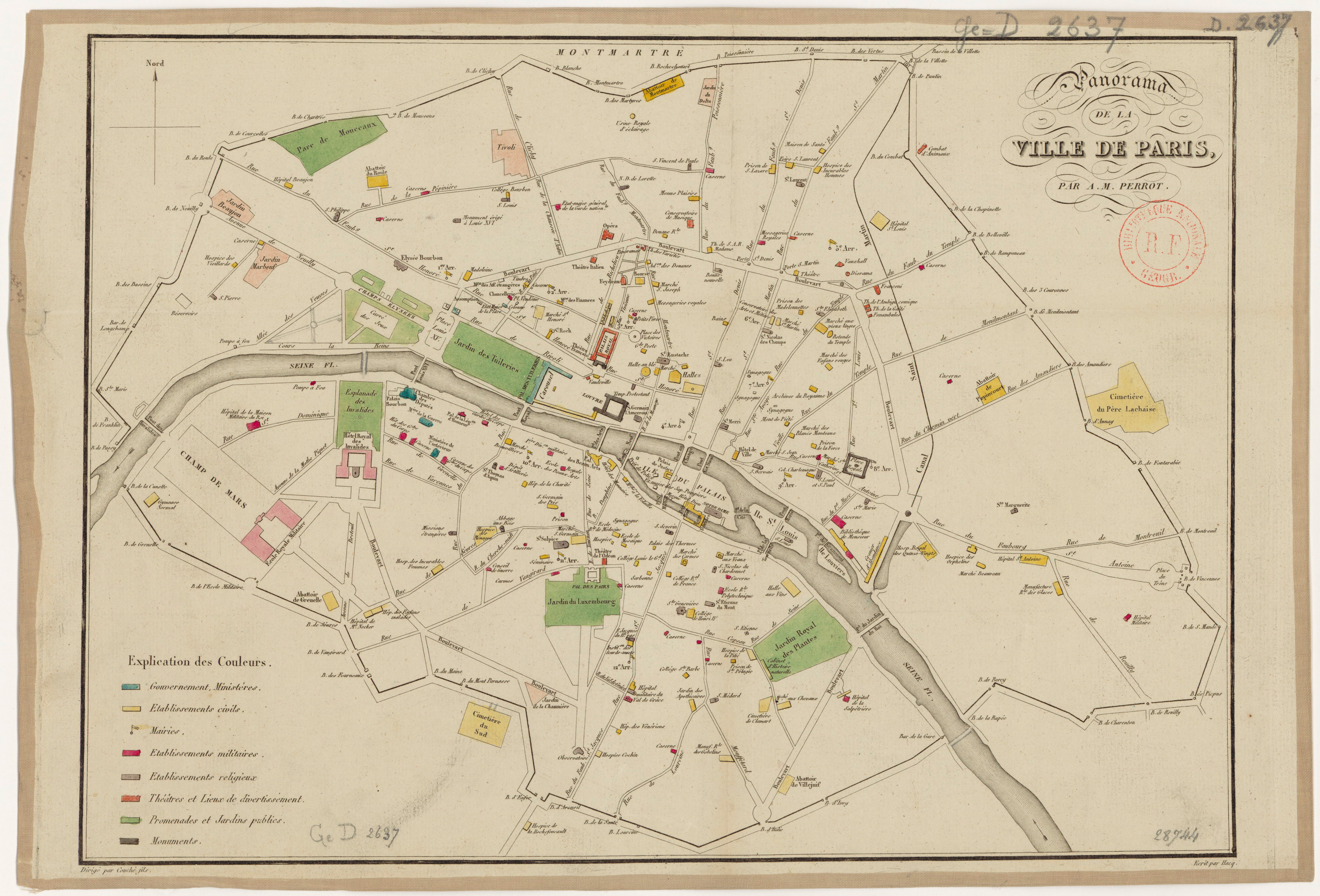
Le tracé du mur des Fermiers généraux après 1818.

## Origine du nom
Elle est nommée ainsi en référence à deux moulins à vent de la Salpêtrière (le moulin Vieux et le moulin Neuf), situés à proximité du village des Deux-Moulins (renommé village d'Austerlitz en 1806) et de cette barrière,,.
Au cours du temps, elle a également porté les noms de « barrière de l'Hôpital », « barrière du chemin de la Voirie », « barrière de la Voirie » ou « barrière de Clamart », en référence au cimetière de Clamart.

## Historique
Cette barrière, composée de deux bâtiments symétriques, était située à proximité du dépôt des poudres de l'Arsenal à l'endroit même où se trouvait précédemment la Hutte des gardes.
En 1818, après l'annexion du village d'Austerlitz, qui s'appelait à l'origine « village des Deux-Moulins » avant 1806, le mur d'enceinte qui était alors sur le boulevard de l'Hôpital fut reculé jusqu'au delà des rues Bruant et Bellièvre une seconde barrière est construite et nommée « barrière d'Ivry ».
Le 28 juillet 1830, vers une heure de l'après-midi, une cinquantaine d'hommes dont huit à peine étaient armés, se présentèrent à la poudrière de l'Arsenal située sur le boulevard de l'Hôpital, près de l'ancienne barrière des Deux-Moulins et de la Salpêtrière et emportèrent barils et caisses de poudre qui furent envoyés dans divers lieux de Paris.